# The Tenth Case
The Tenth Case è un film muto del 1917 diretto da George Kelson.

## Produzione
Il film fu prodotto dalla World Film.

## Distribuzione
Il copyright del film, richiesto dalla World Film Corp., fu registrato il 6 dicembre 1917 con il numero LU11781. 
Distribuito dalla World Film e presentato da William A. Brady, il film uscì nelle sale cinematografiche statunitensi il 17 dicembre 1917.